# Linbrook Lake
Linbrook Lake, également appelé Linbrook East, est un lac situé juste à l’ouest du parc national New Forest, dans le comté du Hampshire, en Angleterre.

## Vue d'ensemble

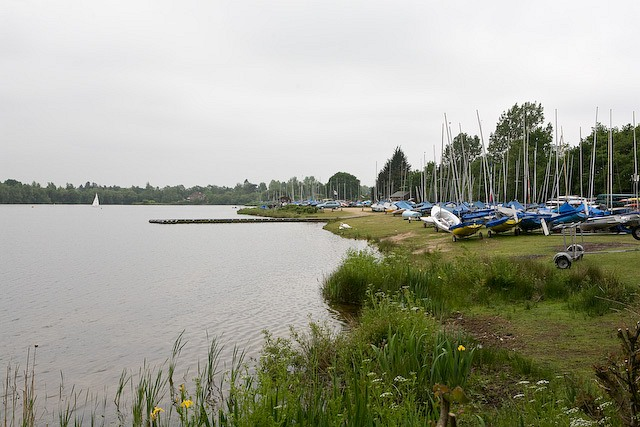
Blashford Lake.

La localité est située près du village de Blashford qui s'étend plus à l'ouest vers la route A338. 
La ville la plus proche est Ringwood, à environ 2,3 km au sud-ouest. 
Cette région est fréquentée par des observateurs d'oiseaux. Le lac peut être vu depuis le « chemin de la vallée d'Avon ».
Le lac est d'environ 20 acres (8,1 ha), avec des herbes épaisses et des profondeurs allant jusqu'à 12 pieds (3,60 m). Il s’agit d’un lieu de pêche à la tanche, la brême (plus de 12 livres), la carpe (plus de 38 livres) et occasionnellement le rotengle.
Ce lac est adjacent à la réserve naturelle de Blashford Lakes.